# Viola blandiformis
Viola blandiformis Nakai – gatunek roślin z rodziny fiołkowatych (Violaceae). Występuje endemicznie w Japonii – na wyspach Honsiu i Hokkaido.

## Morfologia
PokrójBylina dorastająca do 4–8 cm wysokości, tworzy kłącza i rozłogi.
LiścieBlaszka liściowa ma okrągławo-nerkowaty kształt. Mierzy 1–2,5 cm długości oraz 1,5–3 cm szerokości, jest piłkowana na brzegu, ma sercowatą nasadę i tępy wierzchołek. Ogonek liściowy długości 2–5 cm jest nagi.
KwiatyPojedyncze, wyrastające z kątów pędów. Mają działki kielicha o lancetowatym kształcie. Płatki są odwrotnie jajowate, o białej barwie i 8–10 mm długości; płatek przedni z purpurowymi żyłkami, wyposażony w obłą ostrogę o długości 2 mm.

## Biologia i ekologia
Rośnie w lasach.